# Zygodon dentatus
Zygodon dentatus là một loài Rêu trong họ Orthotrichaceae. Loài này được (Limpr.) Kartt. miêu tả khoa học đầu tiên năm 1984.

## Hình ảnh

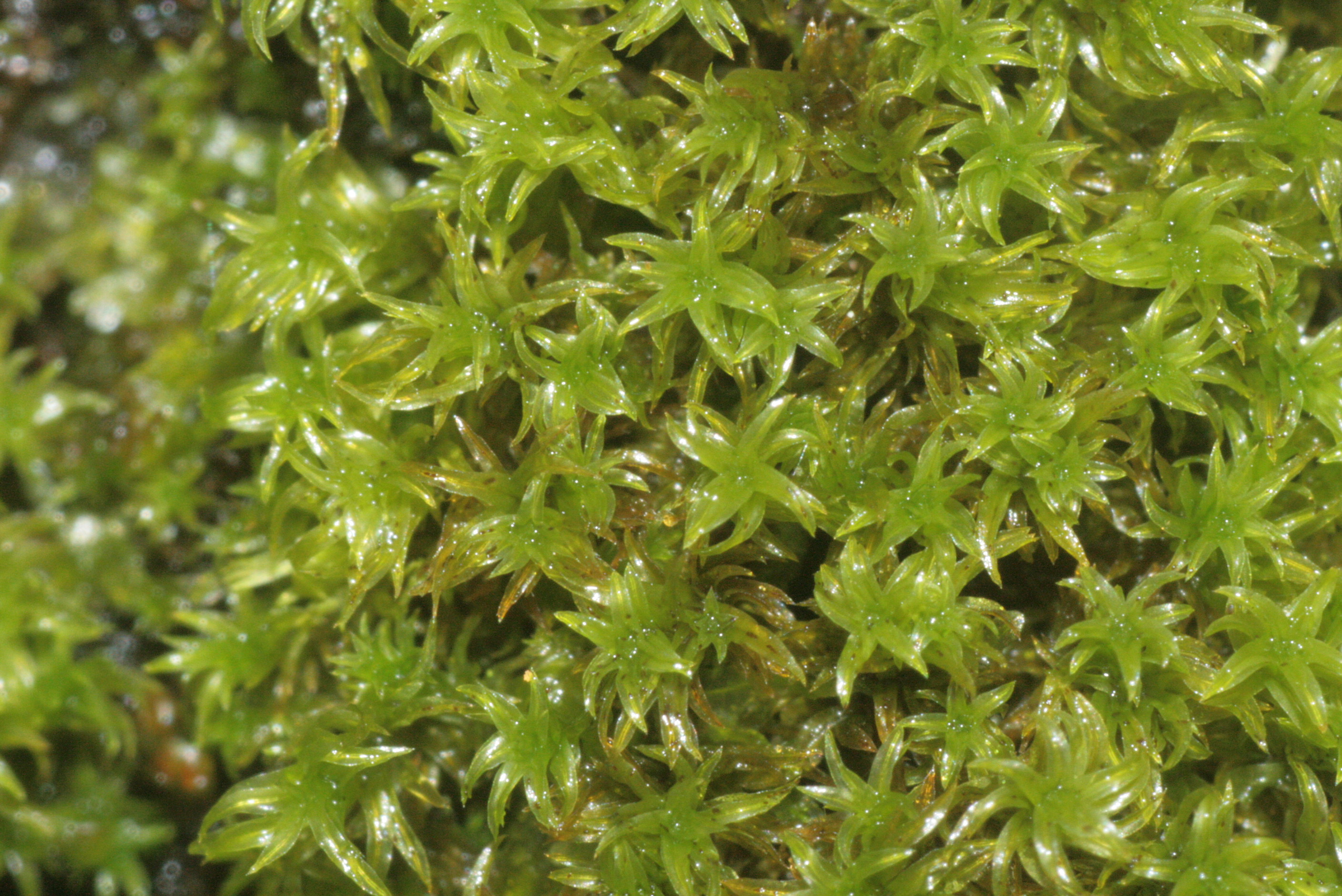
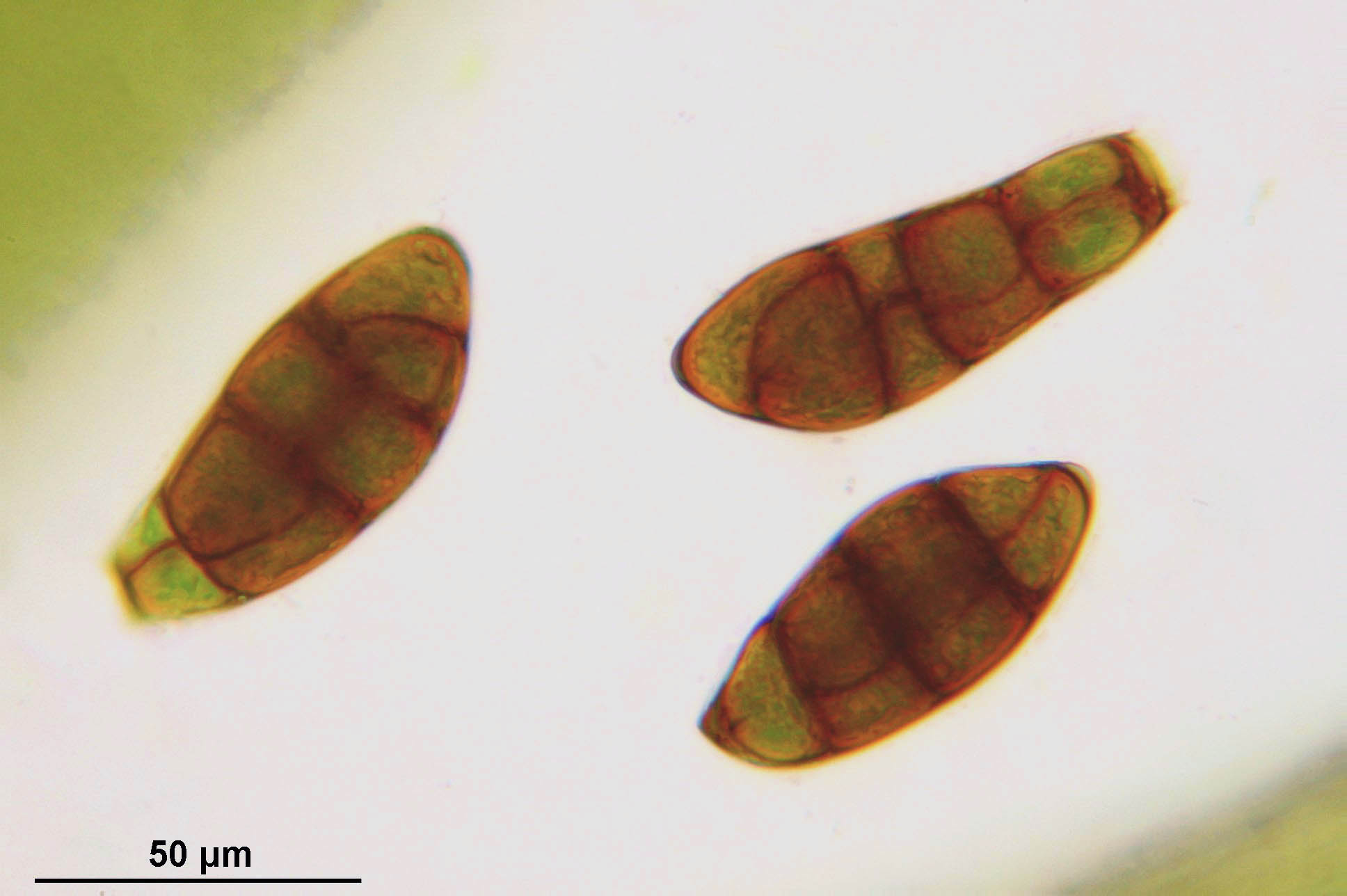
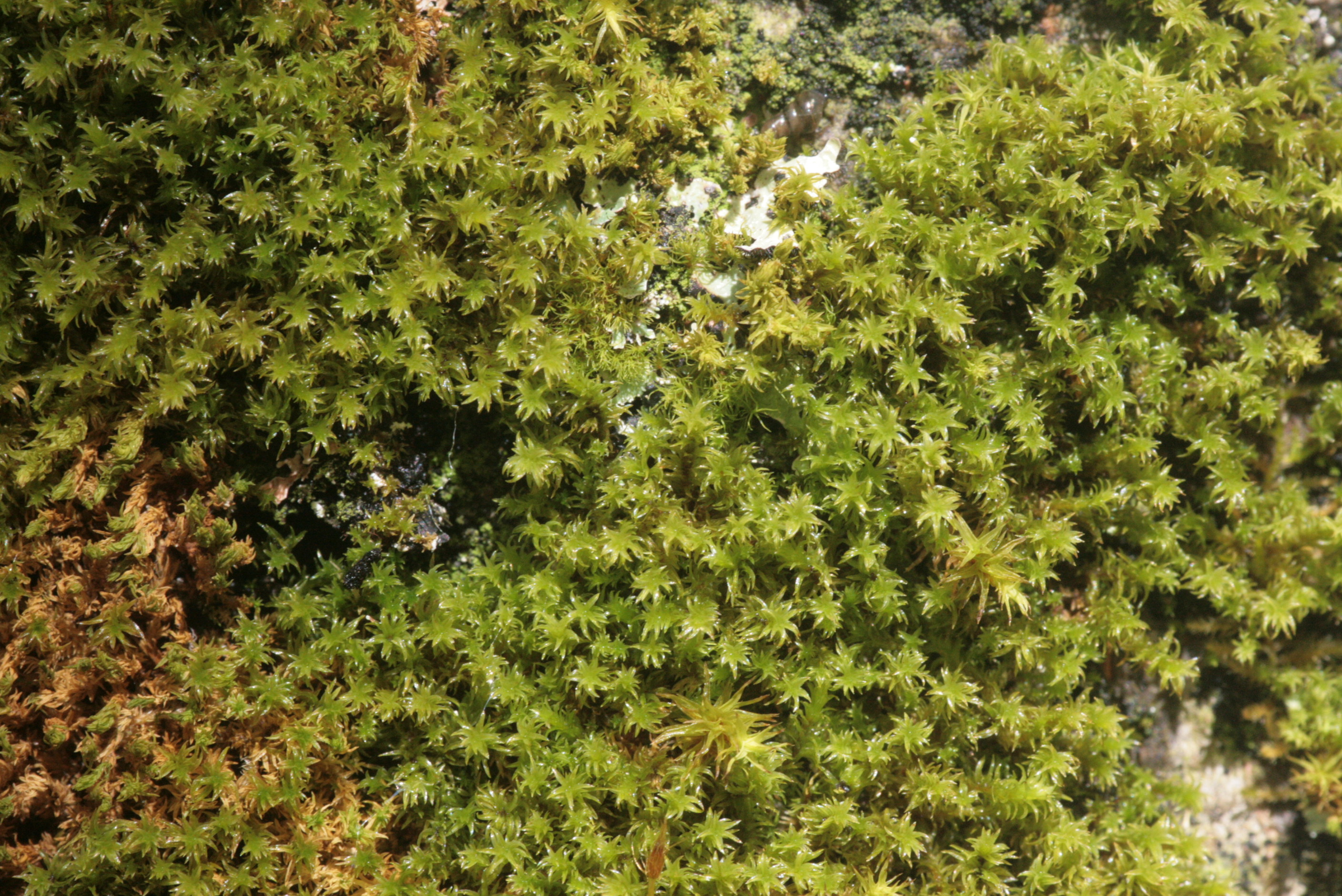
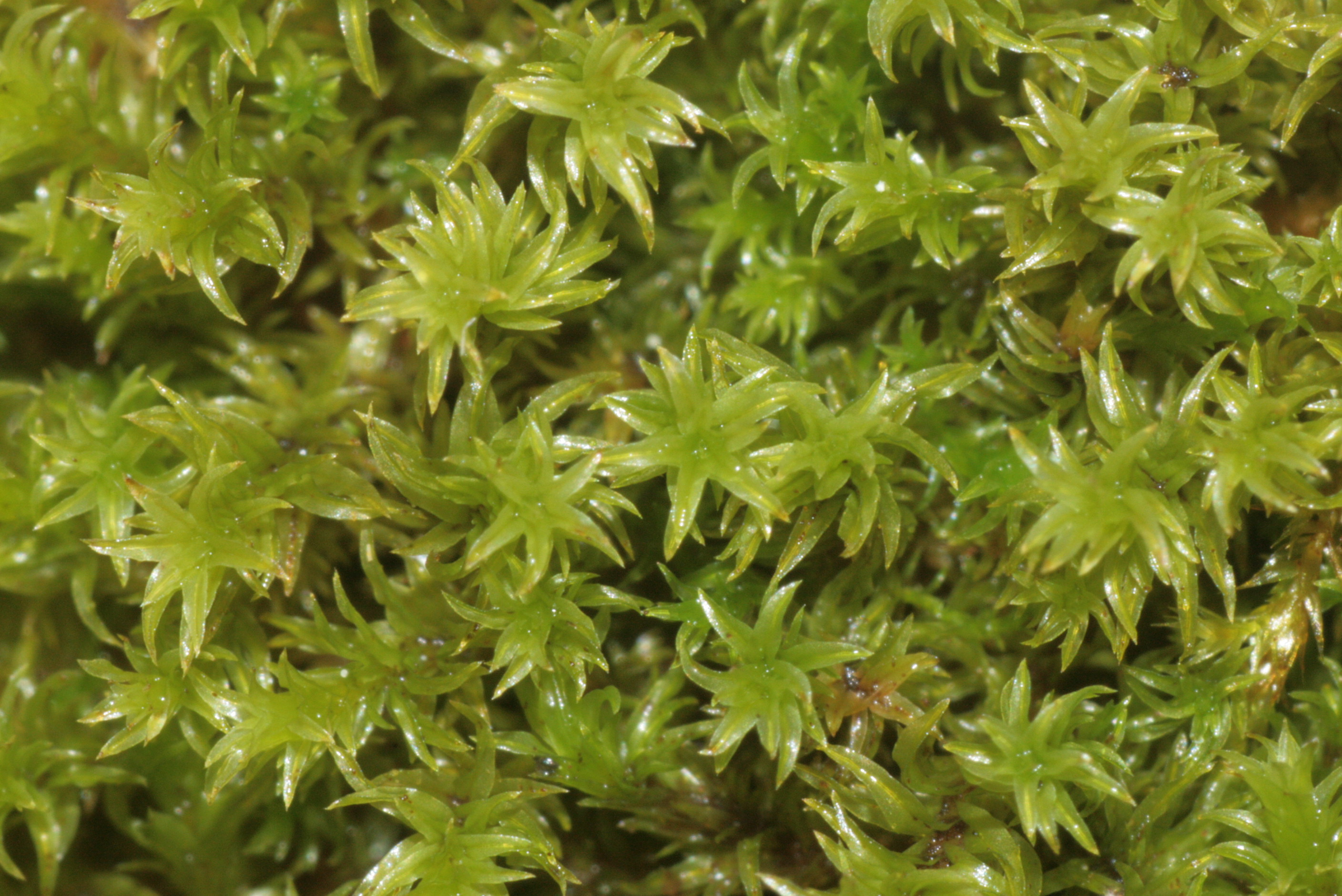